# أسقطور
الأُسْقَطُور أو الدُّمْيَة أو البط القطبيّ أو الأُسكُوتر (الاسم العلمي: Melanitta) (بالإنجليزية: Scoter)، هو جنس من الطيور يتبع فصيلة البطية ضمن رتبة الأوزيات. الاسم العلمي مُشتق من كلمتين من اليونانية وهما melas «أسود» وnetta «بطة». تحتوي على خمسة أنواع. وهي أنواع في غالبها يكون البط أسود اللون. أما الإناث فتكون بنيّة اللون. يتكاثرون في أقصى شمال أوروبا، وآسيا، وأمريكا الشمالية، وفي الشتاء يتكاثرون جنوباً في المناطق المعتدلة من هذه القارات. وهي تشكل أسراب كبيرة على المياه الساحلية.

## أنواع
- دمية أمريكية (الاسم العلمي: Melanitta americana)
- دمية سوداء (الاسم العلمي: Melanitta nigra)
- دمية سمراء (الاسم العلمي: Melanitta fusca)
- دمية بيضاء الجناح (الاسم العلمي: Melanitta deglandi)
- دمية راكبة الأمواج (الاسم العلمي: Melanitta perspicillata)